# David Bachelard
David Bachelard (Sonzier, 9 augustus 1815 - Vevey, 18 juni 1866) was een Zwitsers gematigd radicaal politicus uit het kanton Vaud.

## Biografie
David Bachelard was handelaar in wijn en bruiswater. Nadat de radicalen in 1845 aan de macht kwamen in Vaud, werd hij prefect van het district Vevey. Hij zou deze functie verlaten na de inwerkingtreding van een wet op onverenigbaarheden in 1852. Van 1845 tot zijn overlijden in 1866 zetelde hij immers ook in de Grote Raad van Vaud. In mei 1866 werd hij verkozen in de Nationale Raad, maar Bachelard overleed alvorens hij zijn zetel kon opnemen.
- Gemeinsame Normdatei: 1053302754
- Historisch woordenboek van Zwitserland: 004264
- Système universitaire de documentation: 243940033
- Zwitserse Bondsvergadering: 1433
- Virtual International Authority File: 309623280
- WorldCat: E39PBJkHjVGBbwcVCx8p6hjjYP